# Дражетић
Дражетић је хрватско и српско презиме. Иако се презиме у прошлости помињало и код Срба, данас су Дражетићи претежно Хрвати католичке вере. 

## Распрострањеност
Презиме Дражетић налазимо у селима Турбе (код Травника) и Имљани (на Влашићу) у Босни, као и у већем броју места у Хрватској, највише на подручју Петриње, Славонске Пожеге, Сиска, Велике Горице и Загреба. Један заселак села Турбе назива се Дражетићи, а у том засеоку се сви презивају Дражетић. Дражетићи из насеља Турбе и Имљани су католичке вере и међусобно су род.
У протеклих 100 година, највише Дражетића је рођено у Бања Луци. У Хрватској данас живи око 400 Дражетића у око 150 домаћинстава. У новије време, главне миграције Дражетића одвијале су се из БиХ према Славонији и Загребу. Данас Дражетића има у 48 општина и 77 насеља у Хрватској, а настањени су претежно у сеоским срединама (54%). Највише их живи у Загребу (80), Ратковици поред Плетернице (35), Селцима Ђаковачким поред Ђакова (30), Петрињи (20) и Дарувару (15).
Презиме Дражетич, које постоји у Словенији, највероватније је варијанта презимена Дражетић, будући да словеначка абецеда не познаје слово „ћ“.

## Порекло
Ово презиме је први пут регистровано у Шибенику 1386. године. 1416. године се помиње кнез Гргур Дражетић, сусед Дубровчанима, коме су у подручју којим је владао били Омишани. Крајем 17. века, помиње се на Банији Блаж Дражетић, бискупски предијалац. Презиме Дражетић се такође помиње у Великој Писаници у Славонији 1783. године. 
Према једној причи, Дражетиће је у насеља Турбе и Имљани населио турски ага.
Дражетићи највећим делом потичу са бањалучког подручја БиХ, а према неким изворима из Старог Чича поред Велике Горице. Према једном наводу, некадашње хрватско племе Карињани се у 15. веку поделило на више грана међу којима су били Боринићи, Корлатовићи, а вероватно и Стипковићи, Дражетићи, Божичковићи и Оплановићи.  
Неспорно је да је презиме Дражетић настало од именске основе Дражета, али не можемо рећи да ли је Дражета у овом случају било име или презиме. Према тумачењу у Рјечнику хрватскога или српскога језика (Загреб, 1884-1886), Дражетић је „презиме по оцу Дражети“. Лично име Дражета први пут се помиње у 12. веку у Херцеговини, док се први сигуран помен презимена Дражета датира у 18. век. За разлику од презимена Дражетић, презиме Дражета је чешће код Срба него код Хрвата.

## Презиме Дражетић код Срба
Код Срба је ово презиме забележено у матичним књигама у селу Мошорин, као варијанта презимена Дражета. Презиме Дражета је, наиме, у Мошорину бележено у четири различите варијанте: Дражета, Дражетин, Дражетић и Дражетич, иако нема сумње да је оригинални облик презимена гласио Дражета. Данас су се код Дражета пореклом из Мошорина за презиме задржали облици Дражета и Дражетин, док су облици Дражетић и Дражетич ишчезли. Поред Мошорина, презиме Дражетић се у 18. веку помињало и у Чоки.
Забележени су и Дражетићи православне вере у селу Голубињак код Дарувара у Славонији. Према књизи Душана Кашића „Српска насеља и цркве у сјеверној Хрватској и Славонији“ (Загреб, 1988), у насељу Голубињак је након престанка турске власти крајем 17. века постојало 10 православних кућа, чији су домаћини били: Стефан Фезмаровић, Мишљен Дражетић, Сава Мијачић, Милан Радивој, Теодор Гвозденовић, Миливој Радотић, Јанко Везмаровић, Ранисав Радотић и Станко Јеремић.